# Comellar
|  | Per a altres significats, vegeu «Lo Comellar». |

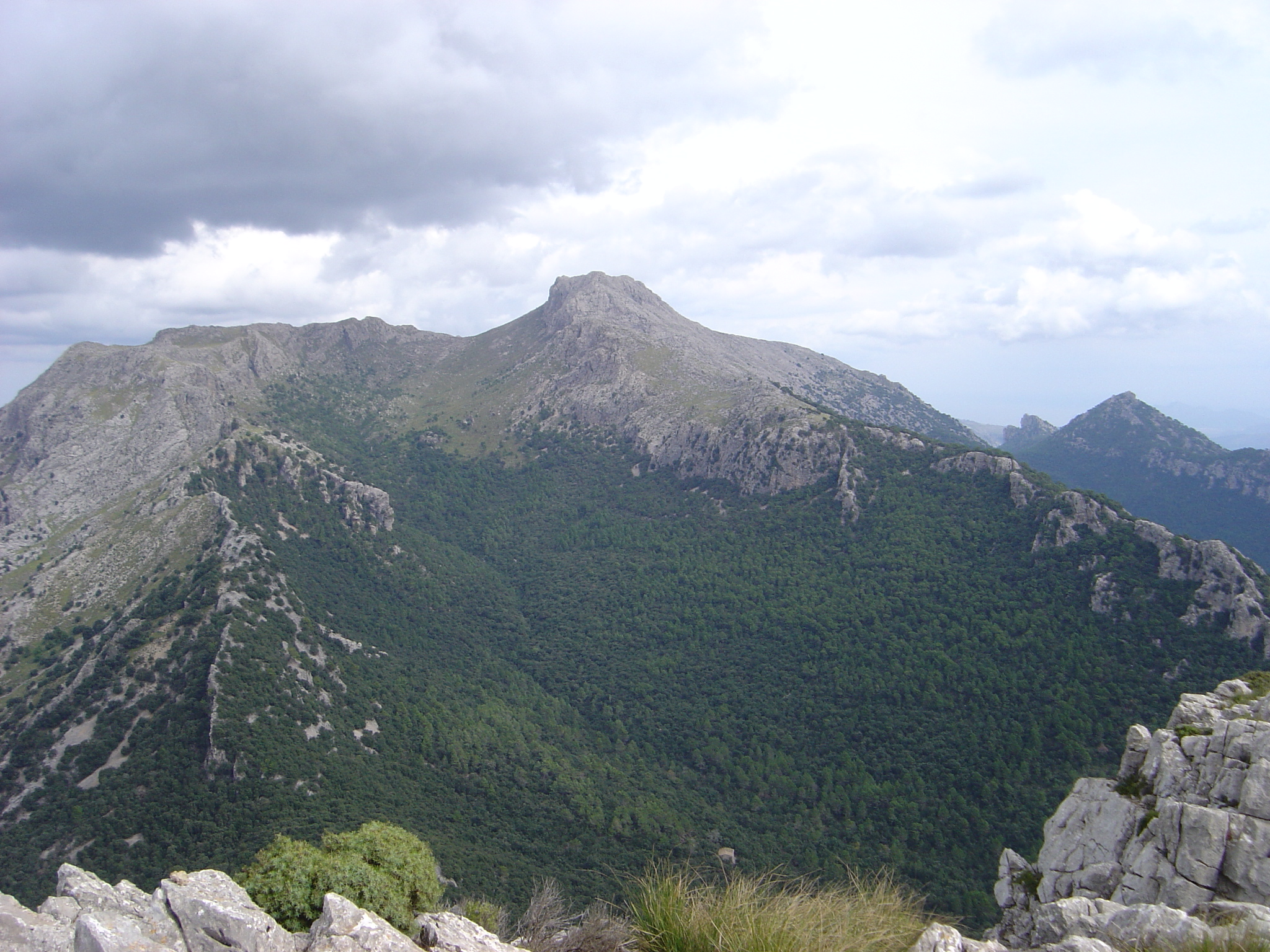
El Comellar del Prat, al massís del Massanella, a Mallorca.

El comellar, derivat de coma, és un espai de terra ampla i més o menys profund de sòl inclinat per la depressió del terreny, que es troba entre terres més elevades. Sol tenir el fons allargat i amb forma de ve baixa, per on passa el jaç d'un torrent. Hi poden confluir altres petites depressions a cada costat del comellar, la qual cosa seria l'origen del mot com a col·lectiu de coma o comella.
Exemples:
- Comellar del Prat
- Comellar de l'Infern

Els dos estan al terme municipal d'Escorca, a Mallorca.
- Comellar Gran
- El Comellaret

Aquests dos són en el terme municipal d'Abella de la Conca, al Pallars Jussà.